# Cérons
Cérons – miejscowość i gmina we Francji, w regionie Nowa Akwitania, w departamencie Żyronda.
Według danych na rok 1990 gminę zamieszkiwało 1319 osób, a gęstość zaludnienia wynosiła 168 osób/km² (wśród 2290 gmin Akwitanii Cérons plasuje się na 328. miejscu pod względem liczby ludności, natomiast pod względem powierzchni na miejscu 1214.).